# Fring
fring — безкоштовний мобільний застосунок, працює під управлінням ОС Windows Mobile, Symbian. Також існує minifring, що працює на пристроях з підтримкою J2ME. На відміну від fring, minifring не підтримує спілкування голосом.
Окрім доступу до свого протоколу, надає доступ до служб миттєвих повідомлень Skype, протоколу SIP-телефонії (приклад Gizmo5), ICQ, Jabber (приклад Google Talk), .NET Messenger Service (приклад Windows Live Messenger), AIM, Yahoo Messenger, Twitter, заснований на Mobile VoIP, за допомогою якої можна надсилати текстові та голосові повідомлення з мобільного телефону або КПК пересилати файли, перевіряти електронну пошту (Gmail та Яндекс), користуватися соціальними мережами (Facebook,Orkut, Last.fm).
Доступ до мобільного інтернету здійснюється за допомогою GPRS, HSDPA або Wi-Fi.
Головний офіс fring знаходиться в Ізраїлі, а також нещодавно відкрились представництва у Великій Британії, Італії та Німеччині.